# 스리바치산

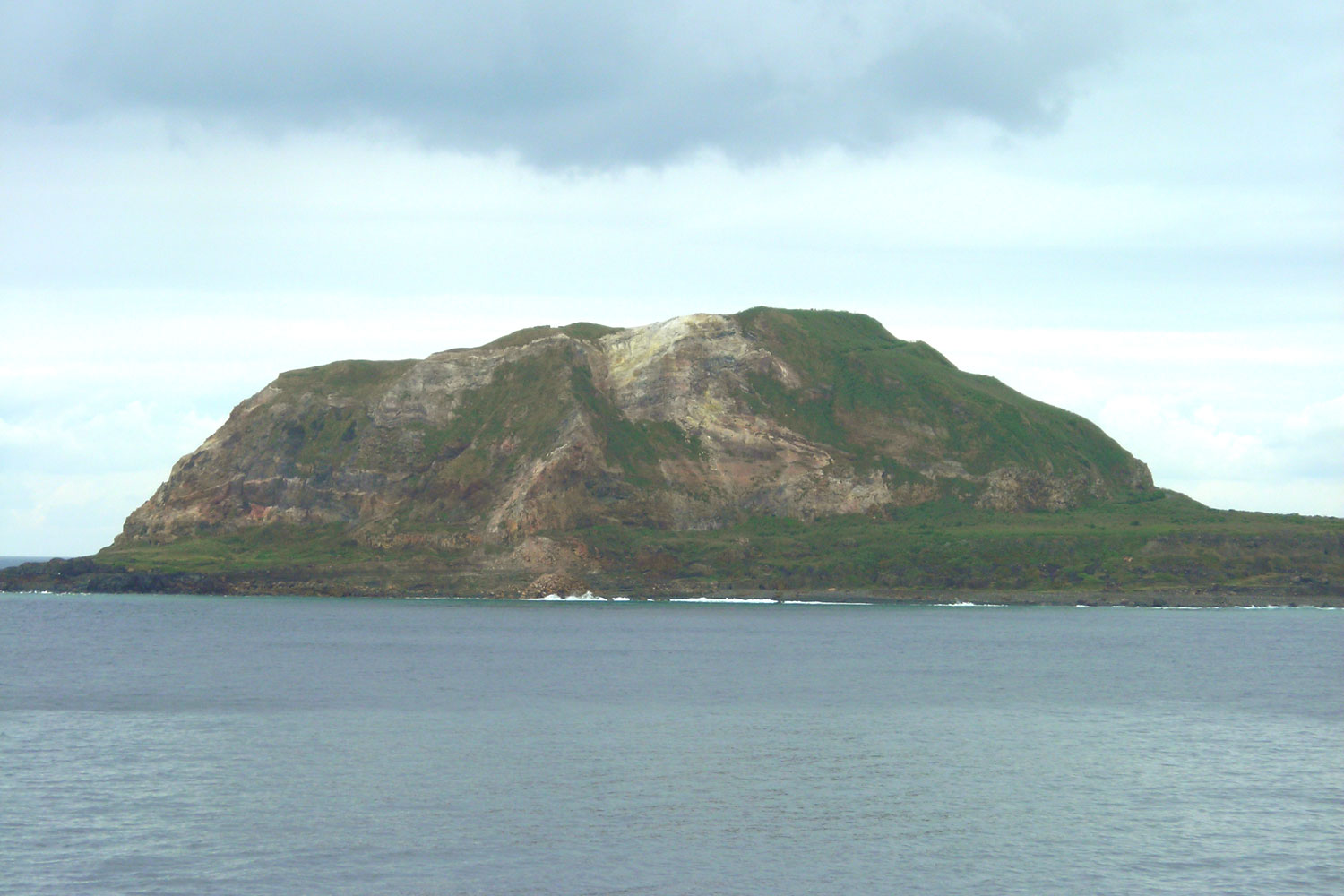
스리바치 산

스리바치산(일본어: 摺鉢山)은 일본 태평양의 이오섬에 있는 활화산으로, 이오섬의 끝에 위치하고 있다. 이 화산은 정상에 커다란 분화구가 있으며, 그 안에는 유황이 많이 있다. 그래서 지금도 분화구 내에선 증기가 나온다. 높이는 해발 169m로 일본의 화산 중에서는 제일 높이가 낮고 가장 작다. 그러나 지금도 화산 활동이 일어나고 있기 때문에 주의가 필요하다. 이 산에 올라서면 이오섬의 대부분은 눈이 들어온다.